# 210'erne
Århundreder: 2. århundrede – 3. århundrede – 4. århundrede
Årtier: 160'erne 170'erne 180'erne 190'erne 200'erne – 210'erne – 220'erne 230'erne 240'erne 250'erne 260'erne
År: 210 211 212 213 214 215 216 217 218 219